# Блюменгарт
Блю́менгарт або Капустя́не — колишня німецька колонія у Хортицькій волості Катеринославського повіту.
Зараз не існує. Залишилося лише кладовище (47°45′13.22″ пн. ш. 35°4′5.34″ сх. д. / 47.7536722° пн. ш. 35.0681500° сх. д.).
Було положене над річкою Нижня Хортиця, або Капустяною.
На 1886 рік тут було 172 мешканця, 42 двори, школа.